# Jamalpur (distrikt)
Jamalpur (bengali: জামালপুর জেলা, engelska: Jamalpur District) är ett distrikt i Bangladesh.   Det ligger i provinsen Dhaka, i den centrala delen av landet, 150 km norr om huvudstaden Dhaka. Antalet invånare är 2 292 674.
Trakten runt Jamalpur består till största delen av jordbruksmark. Runt Jamalpur är det mycket tätbefolkat, med 1 517 invånare per kvadratkilometer.